# Décret-loi sur l'impôt sur les dépôts dans les établissements de crédit
Lire en ligne

(ca) DECRET LLEI 5/2012, de 18 de desembre, de l'impost sobre els dipòsits en les entitats de crèdit.

Le décret-loi sur l'impôt sur les dépôts dans les établissements de crédit, également dit sur l'impôt sur les dépôts bancaires, (en catalan decret llei de l'impost sobre els dipòsits en les entitats de crèdit ou decret llei de l'impost sobre els dipòsits bancaris) est un décret-loi pris par le gouvernement de Catalogne le 18 décembre 2012. Il crée un impôt sur les établissements de crédit opérant en Catalogne à raison du montant des dépôts bancaires qu'ils détiennent, à un taux de 0,3 à 0,5 %.
Le décret-loi entre en vigueur le 20 décembre 2012, et est ratifié par le Parlement de Catalogne le 23 janvier 2013. Le texte est ensuite converti en projet de loi, qui débouche sur l'adoption de la loi sur l'impôt sur les dépôts dans les établissements de crédit de 2014. Le dispositif se heurte à l'opposition du gouvernement espagnol, qui crée lui-même un impôt sur les dépôts bancaires pour éliminer son équivalent catalan. Le décret-loi, ainsi que la loi de 2014 qui lui succède, sont par conséquent annulés par le Tribunal constitutionnel en mai 2015.

## Contexte

### Contexte juridique
L'impôt sur les dépôts bancaires est un prélèvement obligatoire versé par les banques à raison du montant des dépôts bancaires qu'elles détiennent. Il a un objectif essentiellement budgétaire, c'est-à-dire qu'il vise à rapporter des revenus à l'administration.
En Espagne, le premier impôt de ce type a été introduit en Estrémadure en 2001. L'Andalousie et les Canaries ont également créé un impôt sur les dépôts bancaires, et les Asturies l'ont prévu dans leur budget pour 2013. Le gouvernement espagnol de José María Aznar a contesté devant le Tribunal constitutionnel la capacité des communautés autonomes à taxer les dépôts bancaires en 2001, en soutenant que l'impôt porte atteinte à l'unité du marché espagnol. Le recours est rejeté en novembre 2012 par le Tribunal constitutionnel, qui donne raison aux communautés autonomes.
En Catalogne, la création d'un impôt sur les dépôts bancaires est une revendication de longue date des indépendantistes de gauche d'Esquerra Republicana de Catalunya (ERC), partagée par les autres partis de gauche, pour augmenter les ressources financières de la Généralité et financer les services publics. En novembre 2011, ERC a déposé une proposition de loi créant un impôt sur les dépôts bancaires, et proposé aux nationalistes modérés de Convergence et Union (CiU) un accord parlementaire sur la base de ce projet. La proposition est néanmoins repoussée par CiU et par les conservateurs du Parti populaire de Catalogne (PPC), qui disposent ensemble de la majorité au Parlement,.
En mai 2012, une proposition de loi similaire est avancée par les écosocialistes d'Iniciativa per Catalunya Verds - Esquerra Unida i Alternativa (ICV-EUiA), et également rejetée par CiU et le PPC.

### Situation politique
Les élections au Parlement de Catalogne du 25 novembre 2012 ont changé le contexte politique. Convergence et Union (CiU), qui dispose à nouveau d'une majorité relative, s'est engagée en faveur de la création d'un État catalan indépendant, et recherche une alliance avec Esquerra Republicana de Catalunya (ERC) pour investir un nouveau gouvernement dirigé par son président Artur Mas. Par ailleurs, la Généralité de Catalogne est dans une situation financière difficile, en raison des conséquences de la crise économique de 2008 et des contraintes financières imposées par l'État central.
Au niveau de l'État, le Parti populaire, revenu au pouvoir depuis les élections générales espagnoles de 2011, entend trouver d'autres voies pour empêcher les communautés autonomes de taxer les dépôts bancaires, après l'échec du recours gouvernemental devant le Tribunal constitutionnel en novembre 2012.

## Adoption

### Opposition du gouvernement espagnol (novembre 2012)
Pour bloquer le projet catalan, le gouvernement espagnol adopte le 30 novembre 2012 un impôt équivalent au niveau de l'État, mais au taux de 0 %. Cette taxe, qui n'a aucun rendement, vise à retirer aux communautés autonomes leur pouvoir fiscal : en effet, la loi organique sur le financement des communautés autonomes (ca) (LOFCA) prévoit que celles-ci ne peuvent pas créer d'impôts portant sur un objet déjà taxé par l'État. Le gouvernement espagnol entend ainsi défendre l'unité du marché espagnol en empêchant l'intervention des communautés autonomes.

### Décret-loi (décembre 2012)
Le 18 décembre 2012, le gouvernement de Catalogne adopte le décret-loi sur l'impôt sur les dépôts dans les établissements de crédit. Le texte crée un impôt qui frappe les banques à raison des dépôts bancaires qu'elles détiennent, à hauteur de 0,3 à 0,5 %. Les établissements de crédit ont interdiction de reporter la charge de l'impôt sur leurs clients. Le gouvernement justifie le recours à un décret-loi par l'urgence à instaurer l'impôt sur les dépôts bancaires avant que n'entre en vigueur son équivalent espagnol, de manière à se prémunir des entraves juridiques que le gouvernement espagnol entend opposer aux communautés autonomes.
Le décret-loi intervient après les élections au Parlement de Catalogne du 25 novembre 2012, pendant la période où le gouvernement de la législature précédente, dirigé par Artur Mas (CiU), expédie les affaires courantes. L'adhésion de Convergence et Union (CiU) à une mesure réclamée par Esquerra Republicana de Catalunya (ERC) est interprétée comme le signe d'un accord imminent entre les deux formations pour l'investiture d'un nouveau gouvernement. Le pacte de gouvernement entre CiU et ERC est effectivement annoncé le même jour.

### Validation par le Parlement (janvier 2013)
Le décret-loi sur l'impôt sur les dépôts dans les établissements de crédit est validé par le Parlement de Catalogne le 23 janvier 2013 à une large majorité de 105 voix « pour » et 26 voix « contre ». Outre les partis de la majorité, CiU et ERC, les partis d'opposition de gauche, le Parti des socialistes de Catalogne (PSC), Iniciativa per Catalunya Verds - Esquerra Unida i Alternativa (ICV-EUiA) et la Candidature d'unité populaire (CUP) ont voté « pour ». Les partis d'opposition de droite, le Parti populaire catalan (PPC) et Ciutadans (C's), ont voté « contre »,.
A l'unanimité, le Parlement décide d'inscrire le décret-loi comme projet de loi, afin qu'il soit à nouveau examiné suivant une procédure parlementaire régulière.

## Contenu
Le décret-loi sur l'impôt sur les dépôts bancaires crée une taxe frappant les établissements de crédit à raison des dépôts bancaires qu'ils détiennent,.
Les personnes assujetties à l'impôt sont les établissements de crédit qui ont leur siège, une succursale ou un établissement en Catalogne. Ils ont interdiction de répercuter l'impôt sur leurs clients, c'est-à-dire sur les déposants. Les autorités monétaires publiques sont exemptées de l'impôt,.
L'assiette de l'impôt est constituée du montant des dépôts bancaires détenus par les banques dans leurs établissements situés en Catalogne. Des déductions sont prévues en fonction du nombre d'agences bancaires ouvertes en Catalogne, et pour les fonds destinés à des œuvres sociales,.
Le taux de l'impôt est progressif en fonction du montant des dépôts détenus, :
- 0,3 % jusqu'à 150 millions d'euros ;
- 0,4 % entre 150 et 600 millions d'euros ;
- 0,5 % au-delà de 600 millions d'euros.

L'impôt est recouvré par l'Agència Tributària de Catalunya (ca),.
Le décret-loi prévoit des sanctions en cas d'infraction,.

## Application

### Obstacles à l'application
L'application du décret-loi sur l'impôt sur les dépôts bancaires est d'abord empêchée par sa suspension rapide par le Tribunal constitutionnel.
Après la levée de la suspension en mai 2013, le nouveau gouvernement tente par plusieurs moyens simultanés de percevoir le produit de l'impôt sur les dépôt bancaires. Il espère lever 500 millions d'euros en 2013, un montant élevé qui contribuerait à équilibrer les finances de la Généralité.
Premièrement, le gouvernement sollicite auprès de l'État espagnol le transfert de l'impôt sur les dépôts bancaires aux communautés autonomes. La proposition est étudiée par le gouvernement central, qui annonce un projet de transfert aux communautés autonomes pour 2014, mais demeure sans suite. En juillet 2014, le gouvernement espagnol décide d'appliquer un impôt uniforme, à un taux faible de 0,03 %, dans toute l'Espagne, et d'éliminer les impôts créés par les communautés autonomes.
Deuxièmement, le gouvernement tente de négocier avec l'État une compensation financière pour la perte de ressources induite par le nouvel impôt espagnol. La compensation est rendue obligatoire par la loi organique sur le financement des communautés autonomes (ca) (LOFCA), mais le gouvernement espagnol entend l'appliquer seulement à l'Estrémadure, aux Canaries et l'Andalousie, à l'exclusion de la Catalogne et des autres communautés qui ont introduit l'impôt sur les dépôts bancaires plus tardivement. Une telle compensation est envisagée mais finalement rejetée par le gouvernement espagnol en décembre 2013.
Troisièmement, le gouvernement et le Parlement exercent un recours contre l'impôt espagnol sur les dépôts bancaires devant le Tribunal constitutionnel, au motif que cette mesure, qui ne génère aucune ressource, a pour seul objectif de limiter l'autonomie financière des communautés autonomes en les empêchant d'exercer leur pouvoir fiscal. Ces deux recours sont rejetés en février 2015 : le Tribunal constitutionnel juge que l'État a « la capacité de limiter la compétence des autonomies » pour uniformiser la fiscalité, y compris en créant un impôt à taux zéro.
Ces refus du pouvoir central rendent impossible le recouvrement de l'impôt sur les dépôts bancaires en Catalogne.

### Réforme de 2014
Après sa validation par le Parlement de Catalogne, le décret-loi sur l'impôt sur les dépôts dans les établissements de crédit est inscrit comme projet de loi, afin qu'il soit à nouveau examiné suivant la procédure législative. Le projet de loi sur l'impôt sur les dépôts dans les établissements de crédit est débattu par le Parlement le 27 février 2013 et définitivement adopté le 26 mars 2014.
La nouvelle loi sur l'impôt sur les dépôts dans les établissements de crédit de 2014 maintient en vigueur le décret-loi du 18 décembre 2012 auquel elle succède, et prévoit la transition entre les deux normes. Les nouvelles règles d'imposition sont très similaires à celles du décret-loi.

## Annulation par le Tribunal constitutionnel

### Recours du gouvernement espagnol (décembre 2012)
Le décret-loi sur l'impôt sur les dépôts dans les établissements de crédit est immédiatement critiqué par le gouvernement espagnol comme « une annonce inopportune et une action politique qu'il ne convient pas de développer ».
Trois jours après son adoption, le gouvernement espagnol décide de former un recours contre le décret-loi devant le Tribunal constitutionnel. Il estime que celui-ci est illégal car il a été adopté par un gouvernement en fonctions, c'est-à-dire qui gère les affaires courantes. De plus, il conteste la compétence du gouvernement catalan à créer un nouvel impôt par voie de décret-loi. Enfin, sur le fond, il soutient que l'impôt catalan sur les dépôts bancaires porte atteinte à l'unité du marché espagnol. Le recours est interposé le 28 décembre 2012.

### Suspension par le Tribunal constitutionnel (janvier 2013)
Le 15 janvier 2013, le Tribunal constitutionnel déclare le recours recevable et suspend le décret-loi sur l'impôt sur les dépôts dans les établissements de crédit. Le même jour, il suspend également deux autres prélèvements créés par la Généralité de Catalogne : la taxe d'un euro sur les ordonnances, et les taxes sur les procédures judiciaires.
Dans un contexte de tensions entre le gouvernement catalan et le gouvernement espagnol sur la question nationale, ces décisions sont critiquées en Catalogne. Elles sont comprises comme la manifestation d'une volonté systématique du gouvernement espagnol d'asphyxier financièrement la Généralité en réduisant ses ressources, pour entraver ses projets politiques.

### Levée de la suspension (mai 2013)
Le 21 mai 2013, le Tribunal constitutionnel lève la suspension provisoire du décret-loi, au motif de la supériorité de l'intérêt général sur les intérêts particuliers du secteur financier. Le Tribunal constitutionnel estime que l'impôt sur les dépôts bancaires ne porte pas une atteinte excessive à leurs intérêts, et que la Généralité est en droit de réclamer l'application de cette taxe pour financer ses dépenses.

### Annulation (mai 2015)
Le 28 mai 2015, le décret-loi sur l'impôt sur les dépôts dans les établissements de crédit est annulé par le Tribunal constitutionnel, qui déclare également « inconstitutionnelle et nulle » la loi sur l'impôt sur les dépôts dans les établissements de crédit qui lui a succédé en 2014. Le Tribunal constitutionnel juge que le statut d'autonomie de la Catalogne, qui prévoit que les impôts propres de la Généralité sont créés « par une loi du Parlement », interdit au gouvernement d'instaurer un nouvel impôt par voie de décret-loi. De plus, l'impôt catalan sur les dépôts bancaires empiète sur les compétences de l'État car il « coïncide dans ses éléments essentiels avec son homonyme étatique » et est donc incompatible avec ce dernier.